# Толбузина, Зоя Николаевна
Зоя Николаевна Толбузина (12 августа 1922, Дмитриевск, Донецкая область — 15 мая 2017, Москва, Россия) — советская и российская актриса театра и кино.

## Биография
Родилась 12 августа 1922 года.
Актриса Театра-студии киноактёра и Киностудии имени М. Горького.
Зоя Николаевна работала на дубляже. Всего в её послужном списке более трёх сотен картин. Её голосом, к примеру, говорит Светлана Светличная в фильме «Бриллиантовая рука» и такие зарубежные актрисы, как Марина Влади («Колдунья»), Анна-Мария Ферреро («Война и мир»), Андреа Паризи («Большая прогулка») и др.
Была женой актёра Аркадия Толбузина, после смерти которого сменила свою фамилию на фамилию покойного мужа.
Дочь — актриса Ольга Бывшева (род. 21 января 1945 года).
Похоронена на Ваганьковском кладбище (12 уч.).

## Фильмография
- 1938 — Паровоз без тормоза — Леночка
- 1943 — Актриса — девчонка-нищенка
- 1944 — Родные поля — Фрося
- 1948 — Путь славы — эпизод
- 1948 — Страницы жизни — Варька
- 1949 — Кубанские казаки — Настя
- 1949 — Сталинградская битва — медсестра
- 1950 — Щедрое лето — Вера
- 1955 — Земля и люди — эпизод
- 1955 — Повесть об агрономе — Нюра
- 1956 — Они были первыми — гимназистка
- 1959 — В степной тиши — эпизод
- 1959 — Спасённое поколение — Зина
- 1961 — Две жизни — швея
- 1962 — Вступление — проводница Вера
- 1963 — Большие и маленькие — Нюрка
- 1964 — Дальние страны — эпизод
- 1964 — Одиночество — молодая учительница
- 1966 — Такой большой мальчик — женщина на вокзале
- 1967 — Огонь, вода и… медные трубы — нянька
- 1967 — Спасите утопающего — соседка
- 1968 — Новые приключения неуловимых — одесситка
- 1969 — Варвара-краса, длинная коса — 4-я нянька
- 1971 — Корона Российской империи, или Снова неуловимые — императрица
- 1971 — Смертный враг — эпизод
- 1972 — Золотые рога — Сучок
- 1973 — Великие голодранцы — эпизод
- 1973 — Ищу человека — эпизод
- 1973 — Надежда — соседка
- 1974 — Звезда экрана — администратор
- 1974 — Считайте меня взрослым — эпизод
- 1975 — Что с тобой происходит? — Зоя Александровна
- 1976 — Белый Бим Чёрное ухо — жена Серого
- 1976 — Приключения Нуки — женщина с петухом
- 1977 — Служебный роман — 22-я сотрудница статистического учреждения
- 1981 — Карнавал — соседка
- 1982 — Захват — Татьяна Муминова
- 1982 — Семеро солдатиков — эпизод
- 1983 — Нежный возраст — женщина в адресном столе
- 1985 — Возвращение Будулая (ТВ) — работница конторы
- 1986 — За явным преимуществом — эпизод
- 1987 — Кувырок через голову — прохожая
- 1992  — Преступление не будет раскрыто — эпизод
- 1992 — Воспитание жестокости у женщин и собак — хозяйка щенков
- 1997—2002 — Самозванцы (ТВ) — уборщица
- 1998 — Сочинение ко Дню Победы — участница парада
- 2001 — Черёмушки (ТВ) — эпизод
- 2002 — Деньги (ТВ) — эпизод
- 2003 — Евлампия Романова. Следствие ведёт дилетант. Фильм 1. Маникюр для покойника (ТВ) — соседка
- 2003 — Лучший город Земли (ТВ) — эпизод
- 2003 — Подари мне жизнь (ТВ) — эпизод
- 2005 — Девятого мая… (короткометражный) — Таня, медсестра
- 2003 — Француз (ТВ) — Маня
- 2005 — Золотой телёнок (ТВ) — ничейная бабушка
- 2005 — Побег (ТВ) — свидетельница на вокзале
- 2006 — Солдаты 8 (ТВ) — эпизод
- 2007 — Внук космонавта — старушка
- 2008 — Псевдоним «Албанец» 2 — Сумская, случайная свидетельница
- 2009 — Переправа — старушка
- 2012 — Без срока давности (17-я серия «Пропащая душа») — Анна Сергеевна Лопаткина, свидетельница

#### Озвучивание
- 1955 — Лымеривна (ТВ) — Маруся (озвучила роль — Елены Лицканович) (Киевская студия художественных фильмов)
- 1956 — Мост (дублировала роль — Ирены Леонавичюте) (Литовская киностудия)
- 1956 — Честь семьи — Язгюль (озвучила роль — Антонины Рустамовой) («Туркменфильм»)
- 1956 — Яхты в море — Карин (дублировала роль — Ыйэ Орав) («Таллинфильм»)
- 1957 — Пока не поздно — Нийоле (дублировала роль — Ирены Леонавичуте) (Литовская киностудия)
- 1959 — Меч и роза — Дайга (дублировала роль — Велги Вилипы) (Рижская киностудия)
- 1963 — Сотрудник ЧК — Дина Федосеева (озвучила роль — Светланы Данильченко)
- 1964 — До осени далеко — Вия (дублировала роль — Лигиты Девицы) (Рижская киностудия)
- 1968 — Бриллиантовая рука — Анна Сергеевна (озвучила роль — Светланы Светличной)
- 1972 — Сюда прилетают лебеди — Шуту (дублировала роль — Гуляндан Шутановой) («Киргизфильм»)

- 1955 — Колдунья — Инга (дублировала роль — Марины Влади) (Франция)
- 1956 — Война и мир — княжна Марья (дублировала роль — Анны-Марии Ферреро) (США/Италия)
- 1958 — Отверженные (Франция/Италия/ГДР)
- 1960 — Жил-был мошенник — Фреда (дублировала роль — Джин Кларк) (Великобритания)
- 1960 — «Белая пряжка» — Власта Жикова (дублировала роль — Блажены Крамешовой) (Чехословакия)
- 1964 — Золотой гусь — Лиз (дублировала роль — Катарины Линд) (ГДР)
- 1965 — Рукопись, найденная в Сарагосе (ПНР)
- 1966 — Большая прогулка — сестра Мари-Одиль (дублировала роль — Андреа Паризи) (Франция/Великобритания)
- 1966 — Нагая пастушка (ЧССР)
- 1970 — Белые розы для моей чёрной сестры (Мексика)